# タテガミガン

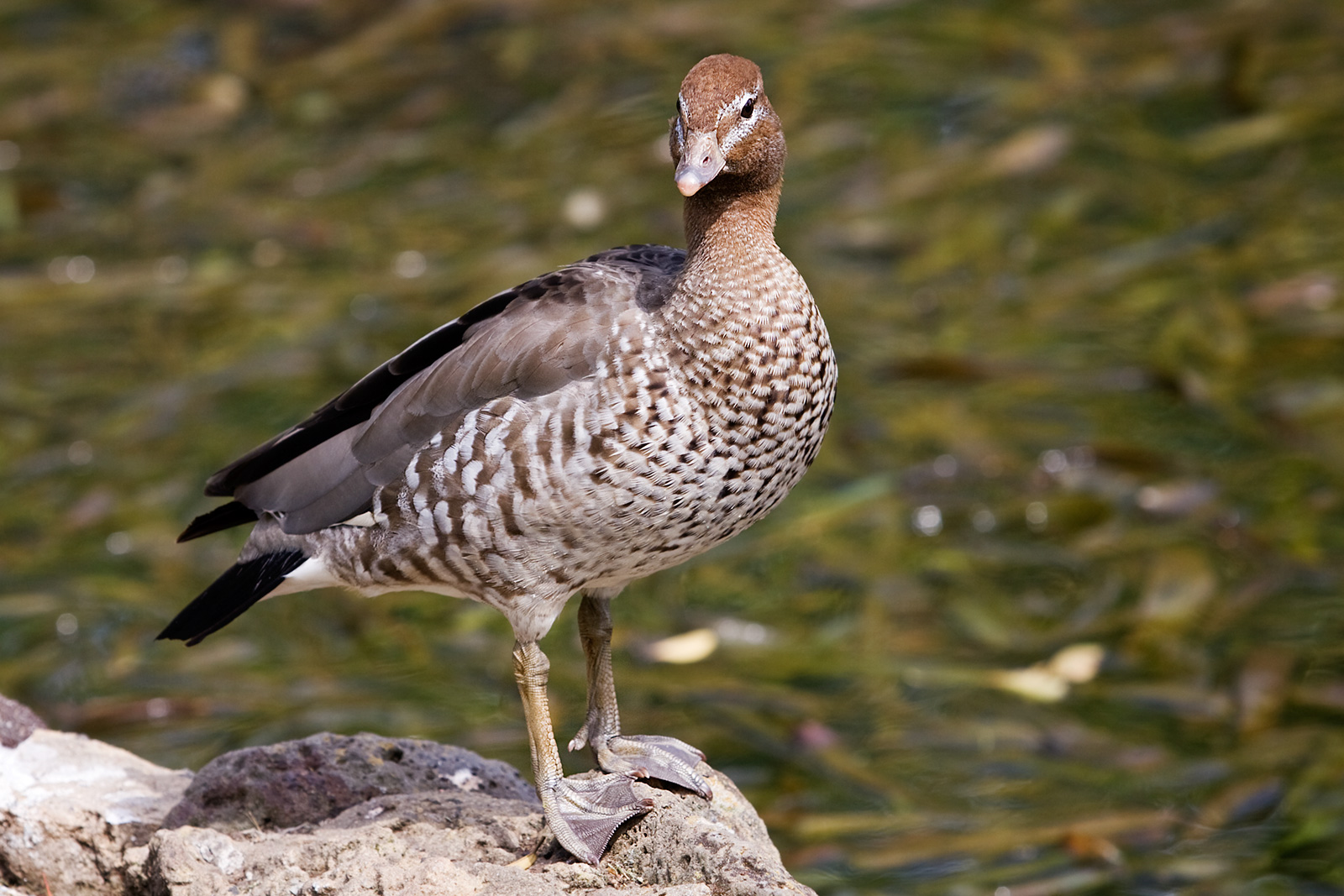
タテガミガン（メス）

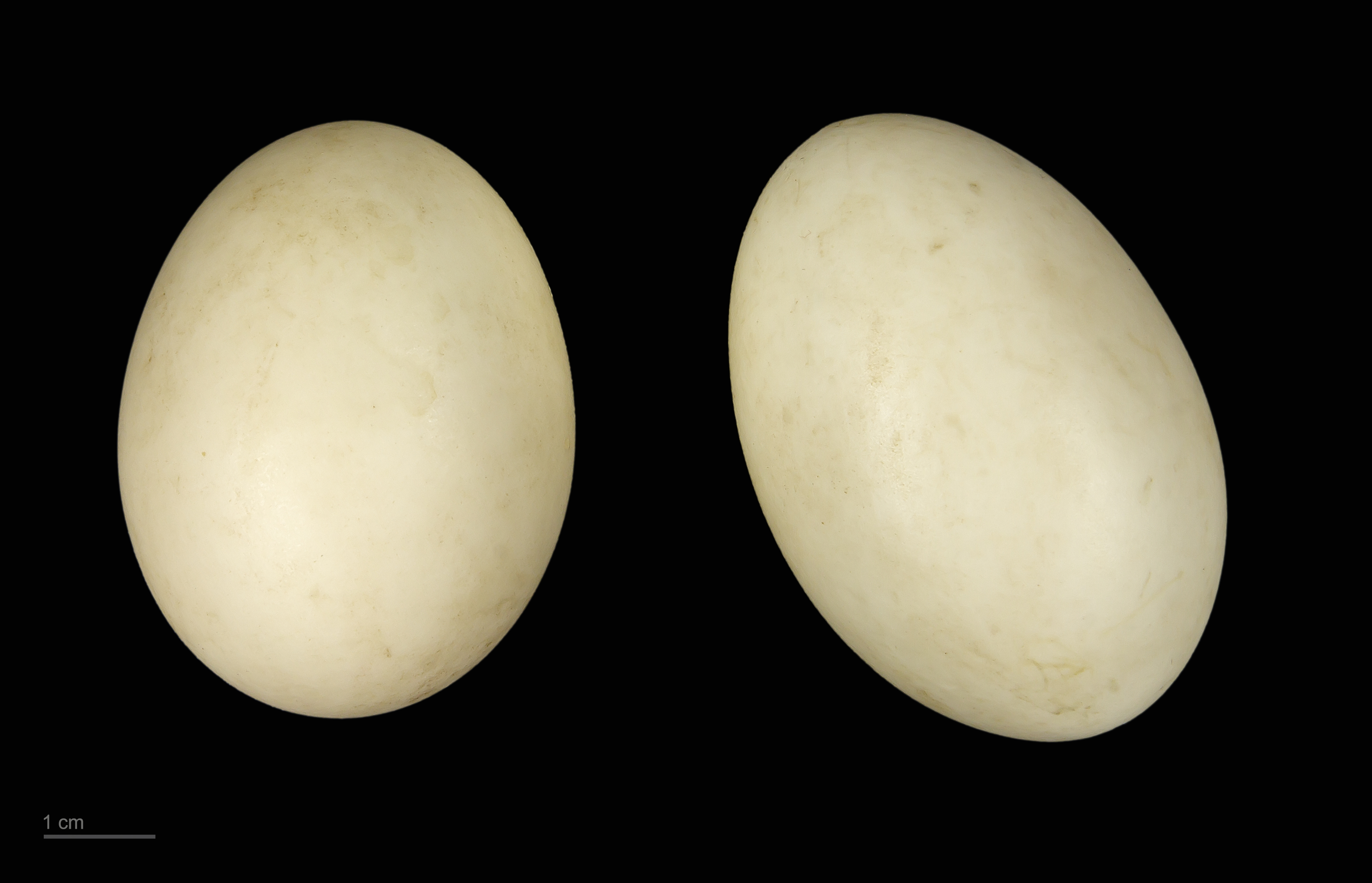
Chenonetta jubata

タテガミガン（鬣雁、学名：Chenonetta jubata）は、カモ目カモ科に分類される鳥類の一種。

## 分布
オーストラリアに広く分布する。オーストラリア固有種。

## 形態
全長45-51cm。小型のガン類のように見える。
オスは頭部が焦げ茶色ので胸部は灰色でまだら模様がある。メスは眉斑と下眼線が白く、オスと同様に胸部はまだら模様がある。雌雄とも初列風切りが黒く、白い翼鏡のある灰色の羽を持つ。

## 生態
たいてい群れで生活し、池や沼付近の草地、芝生、グラウンドなどで草や草の実、種を食べる。市街地の公園でも観られる。カモ類にの中では、珍しくあまり泳がない。
繁殖期は北部は周年、南部は春から秋にかけてで、樹洞の中に8-12個の卵を産卵する。繁殖中は、雛がある程度大きくなるまでは他の群れから離れ、家族単位で行動する。

## 分類
Chenonetta属では唯一の現生種である。
伝統的にカモ亜科に置かれるが、実際にはツクシガモ亜科に属するとされることもある。また、おそらくクビワコガモは近縁種である。
ニュージーランドの飛べないカモ類であるFinsch's Duck（Chenonetta finschi）は以前はEuryanas属の唯一の種であると考えられていたが、現在はChenonetta属であるとされている
しかし、ニュージーランドの鳥相が正式に調査される以前、おそらく1870年代後半に絶滅した。

## 絶滅危惧評価
- LEAST CONCERN (IUCN Red List Ver. 3.1 (2001))